# Giovanni Francesco Straparola
Giovanni Francesco o Gianfrancesco Straparola da Caravaggio, (Caravaggio, Lombardía, hacia 1480 - después de 1557) escritor italiano del Renacimiento.

## Biografía
Nacido al parecer en Caravaggio, una localidad al sur de Bérgamo, de su vida se conoce muy poco, tanto que incluso se ha sospechado que su nombre puede ser el seudónimo de alguna persona perteneciente al círculo de Ottaviano María Sforza, obispo de Lodi, en cuya residencia de Murano, cerca de Venecia, se desarrolla la acción de sus novelle.
En 1508 apareció en Venecia una colección suya de poesía amorosa: L'Opera nova de Zoan Francesco Straparola.
Recogió sus novelle en una colección bajo el título de Le piacevoli notti, (Las noches agradables) que apareció en Venecia en dos partes (1550 y 1553), la segunda escrita ante el éxito que tuvo la anterior. La obra presenta un marco estructural literario o cornice, a imitación del Decamerón de Giovanni Boccaccio, para las 73 historias que contiene —de ellas, catorce son cuentos de hadas—; se trata de la tertulia del prelado suprascrito, donde damas y caballeros se narran mutuamente novelle o cuentos durante trece noches. Los temas de las narraciones proceden de las fuentes más diversas: las Gesta Romanorum, las hagiografías de la Leyenda áurea de Jacopo da Vorágine, los Reales de Francia, Boccaccio, Franco Sacchetti y las Novelae de Morlini. A estas últimas parece debida la introducción del elemento fantástico, típico de la primera parte del conjunto y razón de su interés histórico-literario. Es, por ejemplo, la fuente de la historia de La Belle et la Bête, (La bella y la bestia) anterior a las señoras de Villeneuve (1740) y Leprince de Beaumont (1757). A la obra de Straparola acudieron como almoneda para argumentos Charles Pérrault y Molière.
Los folcoristas han experimentado un gran interés por esta colección y las fuentes populares de algunos de sus cuentos, como "La bambola Poavola", "La foresta d'agli", "Giovannin cercò la morte", "Il rubino meraviglioso", "L'augel belverde", "Pietropazzo", "La gatta", "Re Porco", "L'uomo selvático", "Brancaleone", "La bella prigioniera", "Il ladro matricolato" etcétera. 